# ピムとポム
『ピムとポム』（原題：De Pim-en-Pomnibus）は、オランダの絵本シリーズ。原作はミース・バウハウス、絵はフィープ・ヴェステンドルプ。もともとは1958年（昭和33年）から1971年（昭和46年）までオランダのアムステルダムの新聞『ヘット・パロール』の子供ページに毎週連載されていた挿絵つきの話。オランダだけでなく日本でも翻訳・出版されている。
2008年（平成20年）にオランダで絵本を原作としたアニメ、『De avonturen van Pim & Pom（ピムとポムの冒険）』が製作されており、スウェーデン、デンマーク、フィンランド、ノルウェー、スロベニアで放映された。2014年には映画も公開されている。日本では2010年（平成22年）4月にカートゥーン ネットワークで『こねこのピムとポム』、2012年（平成24年）9月にNHK教育テレビで『ピムとポムのちっちゃな冒険』として、それぞれ日本語版として吹替放映されている。

## 登場キャラクター
ピム
好奇心旺盛で遊び好きなトラネコ。楽観的で素直な性格で、考える前に行動してしまう。ポムに大きな信頼を寄せている。設定ではグレーだが、白く描かれることも多い。
ポム
ピムよりちょっとだけお兄さんの黒ネコ。しっかり者で、ちょっぴりおませさん。つい知ったかぶりをしてしまうこともある。
お姉さん
ピムとポムの飼い主で、2匹をとても大切にしている。一人暮らしで、新聞社のライターとして働いている。
黄色い鳥さん
ピムとポムをいつも近くで見守っている鳥。人知れずピムとポムに突っ込みを入れていることもある。
フレッド
近所に住む犬で、おっとりとした優しい性格。のんびりしていて、ちょっとドジな一面もある。
パイ
近所に住むネコで、ピムとポムの遊び友達。スケートは苦手だけれど、ダンスはとても上手。

## 書籍
オランダ語版は2005年（平成17年）に初めて発売。日本語版は2013年（平成25年）に金の星社より絵本が出版。
- ピムとポム1「ふたごがきた」（2013年8月発行）
- ピムとポム2「ねこのえんそうかい」（2013年10月発行）
- ピムとポム3「しんぶんにのりたい」（2013年11月発行）

いずれも翻訳：日笠千晶

## De avonturen van Pim & Pom
2008年にオランダのニコロデオンで放映された。全52話。各話5分。
2010年、2011年にシネキッド子ども映画祭 審査員賞を受賞。
2014年4月には、オランダで映画「Pim & Pom: Het Grote Avontuur」（70分）が公開されている。
スタッフ
ストーリー：Mies Bouhuys
アニメーション：Marieke van Middelkoop、Hanneke van der Linden
台本：Fiona van Heemstra
ディレクター：Gioia Smid
音楽：Alex Debicki
プロデューサー：Pim & Pom bv、Fiep Westendorp Illustrations、Hans van der Voort、Gioia Smid

## こねこのピムとポム
2010年4月3日～2010年12月3日にカートゥーン ネットワークで放映された。全26話。各話5分。副音声はオランダ語。
ピムとポム、お姉さんやナレーターなど、菊池桃子が1人9役で読み聞かせ風に声をあてている。

## ピムとポムのちっちゃな冒険
2012年9月3日～2012年10月5日にNHK教育テレビのアニメワールドで放映された。全25話。各話5分。
（2013年度以降はNHK教育テレビのミニアニメで後期（10月～3月）水曜日に放映されている）
スタッフ
翻訳：日笠千晶
演出：岩見純一
調整：金谷和美
声：大谷育江（ピム）、高山みなみ（ポム）、三石琴乃（ナレーター、お姉さん）
| 話数 | サブタイトル      |
| ---- | ----------------- |
| 1    | 海の中            |
| 2    | 迷子              |
| 3    | お坊ちゃま        |
| 4    | 親戚              |
| 5    | 馬に乗ろう        |
| 6    | 月のおじさん      |
| 7    | 芸術家            |
| 8    | 交通ルール        |
| 9    | きゅうじょたい    |
| 10   | ネズミくん        |
| 11   | みんなで踊ろう    |
| 12   | さよならポッポ    |
| 13   | プレゼント        |
| 14   | 楽しいスケート    |
| 15   | ネコの世話係      |
| 16   | 宝探し            |
| 17   | 童話              |
| 18   | 世界の端っこ      |
| 19   | 親友              |
| 20   | がんばりやさん    |
| 21   | 学校              |
| 22   | 飛びたいな        |
| 23   | イースターの卵    |
| 24   | この子 だれの子？ |
| 25   | ピムポムケーキ    |